# Beachy-Amische
Die Beachy-Amischen sind eine evangelische Glaubensgemeinschaft in der Tradition der Täufer. Sie entstanden durch Abspaltung von der Amischen alter Ordnung, sie sind jedoch viel weniger traditionell als die Amischen alter und neuer Ordnung. Die Beachy-Amischen bilden eine lose Vereinigung von Gemeinden ohne zentrales Leitungsorgan. Daher gibt es nur wenige Merkmale, die alle Beachy-Gemeinden teilen.
Auch wenn sie den Namen „Amische“ behalten haben, unterscheiden sie sich doch sehr von dem, was man sich allgemein unter Amischen vorstellt: Sie benutzen weder Pferd und Wagen, noch sprechen sie – mit wenigen Ausnahmen – Pennsylvania-Deutsch. Auch haben sie nur sehr wenige Einschränkungen, was moderne Technik angeht. In den drei Jahrzehnten nach dem Zweiten Weltkrieg wandelten sich die meisten in evangelikale, erweckliche Gemeinden. Die Traditionalisten, die die alten Formen und Traditionen der Beachy-Amischen bewahren wollten, zogen sich dann aus den bestehenden Gemeinden zurück und gründeten eigenen Gemeinden. Heute sind sie bekannt als „Old Beachy Amish“ oder „Midwest Beachy Amish Mennonite Church“.

## Geschichte
Die Beachy-Amischen entstanden im Jahre 1927 aus einer Teilung der Amischen alter Ordnung in Somerset County, Pennsylvania. Bischof Moses M. Beachy führte die Gemeinde während dieser Zeit und sein Name wurde zum Namen der Gruppe. Die Beachys befürworteten eine weniger strenge Bestrafung von Mitgliedern, deren einziges Vergehen der Übertritt in eine andere täuferische Kirche war.
Die Beachy Amish wurden um die Mitte des 20. Jahrhunderts zu einer mehr evangelikalen Gruppe, sowohl durch die Einbeziehung von Amischen, die Anhänger von Erweckungsbewegung waren und die ihre ursprünglichen Gemeinden verlassen hatten und der Beachy Amish beigetreten waren, als auch durch einen wachsenden erwecklichen Einfluss innerhalb der Beachy Amischen.

## Unterschiede zu den Amischen alter Ordnung
Im Gegensatz zu den Amischen alter Ordnung haben die Beachys Versammlungshäuser, Sonntagsschulen und eine Bibelschule für junge Erwachsene. Die meisten unterstützen auch Missionsarbeit. Bann und Meidung werden seltener praktiziert und begleitende Verbote sind noch seltener.
Die meisten Beachy-Kirchen ähneln heute eher den konservativen Mennoniten als den Amischen alter Ordnung. Praktiken und Lebensstil, die noch der alten Ordnung der Amischen ähnlich ist, schließen Folgendes ein:
- Frauen tragen Kopfbedeckung
- Verheiratete Männer tragen in den meisten Gemeinden Bärte
- Fernsehen und Radio sind verboten

Praktiken, die die Beachy-Kirche von den Amischen alter Ordnung unterscheiden, umfassen:
- Umgangssprache ist Englisch, kaum Deutschkenntnisse vorhanden
- Gefiltertes Internet ist in den meisten Gemeinden erlaubt
- Männer tragen Kleidung von der Stange, nicht selbstgefertigte Kleider
- Persönlicher Besitz und Nutzung von Autos
- Kaum Einschränkungen beim Gebrauch moderner Technik
- Starke missionarische Ausrichtung

## Bevölkerung und Verteilung
Im Jahr 2000 gab es 7.365 Mitglieder bei einer Gesamtbevölkerung von etwa 14.000 in 103 Beachy-Amische-Gemeinden, die meisten davon in Pennsylvania, Indiana und Ohio. Internationale Beachy-Kirchen oder Missionen gibt es in El Salvador, Belize, Nicaragua, Costa Rica, Paraguay, Irland, der Ukraine, Rumänien, Kenia, Australien und Kanada. Die Missionsarbeit wird von Amish Mennonite Aid (AMA), Mennonite Interests Committee (MIC) oder einzelnen Kirchen gesponsert.